# Ambassadøren
Ambassadøren (ook bekend als The Ambassador) is een Deense documentairefilm van Mads Brügger uit 2011.
In de film laat hij zien hoe hij met een diplomatiek paspoort van Liberia, diamanten uit de Centraal Afrikaanse Republiek smokkelt. De film is voor een groot deel gefilmd met verborgen camera's.
De documentaire is in 2012 bekroond met de Deense Robert voor Beste Lange Documentaire. 